# Jim Irvine
Jim Irvine (né le 2 décembre 1948 à Sydney) est un joueur de hockey sur gazon australien. Il participe aux Jeux olympiques d'été de 1976 et remporte la médaille d'argent de la compétition.

## Palmarès

### Jeux olympiques
- Jeux olympiques de 1976 à Montréal,  Canada
  -  Médaille d'argent.